# Howard Carmichael

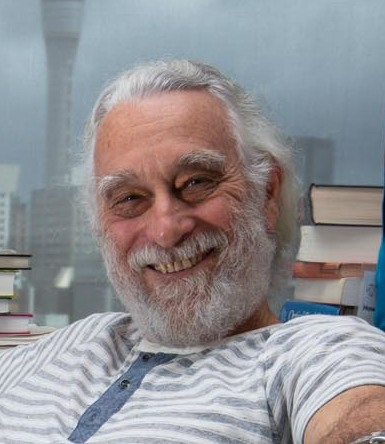
Howard Carmichael, 2018

Howard John Carmichael (* 17. Januar 1950 in Manchester) ist ein neuseeländischer Physiker, der sich mit Quantenoptik befasst. Er ist Professor an der University of Auckland.
Carmichael studierte an der Universität Auckland mit dem Bachelor-Abschluss 1971 und dem Master-Abschluss 1973. 1977 wurde er an der University of Waikato promoviert. Als Post-Doktorand war er am City College der City University of New York (CUNY), der University of Texas at Austin (1979 bis 1981) und der University of Waikato. 1983 wurde er Assistant Professor und später Associate Professor an der University of Arkansas, war 1984 Gastwissenschaftler am Royal Signal and Radar Establishment in Malvern, 1988 Gastprofessor an der University of Texas in Austin und 1989 am Caltech und ab 1989 Associate Professor und ab 1991 Professor an der University of Oregon. Heute ist er Dan Walls Professor für Theoretische Physik an der University of Auckland.
Er befasst sich mit Quantenoptik, zum Beispiel Antibunching von Photonen und Gequetschtem Licht, Hohlraum-Quantenelektrodynamik und Quantentheorie nichtlinearer optischer Systeme. Außerdem befasst er sich allgemein mit offenen Quantensystemen und stochastischen Quanten-Prozessen, wie dem von ihm Quantum Trajectory Theory genannten Formalismus für offene Systeme der Quantenoptik. Diese werden wie ein Streuprozess modelliert, wobei klassische äußere Felder dem Input entsprechen und klassische stochastische Prozesse dem Output (den Feldern nach dem Messvorgang).
Außerdem befasst er sich mit Quanteninformationstheorie (Verständnis der Quantenverschränkung).
2003 erhielt er den Max Born Award. Er ist Fellow der American Physical Society und der Optical Society of America und Fellow der Royal Society of New Zealand.

## Schriften
- Statistical methods in quantum optics, 2 Bände, Springer Verlag
  - Band 1 Master equations and Fokker-Planck equations, 2002 (zuerst 1999)
  - Band 2 Nonclassical fields, 2008
- Quantum Jump Experiments, in D. Greenberger, K. Hentschel, F. Weinert Compendium of Quantum Physics, Springer 2009, S. 595
- Quantum fluctuations of light: a modern perspective on wave/particle duality, in J. Evans. A. S. Thorndyke Quantum mechanics at the crossroads, Springer 2006, S. 183–212
- An open systems approach to quantum optics , Lecture Notes in Physics, Springer 1993 (Vorlesungen an der Freien Universität Brüssel 1991)